# 토요타 박물관
토요타 박물관(일본어: トヨタ博物館 도요타하쿠부쓰칸[*])은 일본 아이치현 나가쿠테시에 있는 자동차 박물관이다.